# 張海鵬 (歴史学者)
張 海鵬 (ちょう かいほう、繁体字: 張海鵬; 簡体字: 张海鹏; 拼音: Zhāng Hǎipéng; ウェード式: Chang Hai-p'eng）は、中華人民共和国の歴史学者。専攻は中国近代史。

## 事績
1964年7月に武漢大学歴史学系を卒業、翌月に中国科学院近代史研究所（1977年からは中国社会科学院近代史研究所）に配属され、2013年5月現在まで一貫して同研究所に在籍している。1990年に研究員に昇進した。現在は中国社会科学院学部委員、国務院学位委員会委員、中国史学会会長、中国孫中山研究会副会長、中国義和団研究会会長、中国社会科学院台湾史研究センター主任などを兼任している。また第10期（2003-2008年）全国人民代表大会代表にも選出された。2008年に著作集が中国社会科学出版社から刊行されている。

### 「琉球再議」に関する『人民日報』記事
2013年5月8日、中国社会科学院辺疆史地研究センター副主任の李国強と連名で、『人民日報』において下関条約と尖閣諸島、琉球処分に関して論じる記事を掲載したが、その末尾において「歴史上において懸案となり未解決となっている琉球問題も再び議論できる時が来た」と記述している。翌9日に菅義偉官房長官は、日本側が8日中に「この記事が中国政府の立場なら断固受け入れられない」と中国側へ抗議し、中国側からは「研究者が個人の資格で執筆したもの」との回答があったことを公表した。
この張海鵬らの記事をきっかけに、中国のメディアやネットでは「沖縄奪還論」を唱える例も現れたとされる。ただし張海鵬自身は『毎日新聞』のインタビューにおいて、「琉球再議という最後の文章だけに焦点が当たるとは思わなかった」と語り、「沖縄を取り戻すべきだという意見は私の考えとは違う。冷静さが必要だ」と指摘するなど、自らの記事が「沖縄奪還論」ではないことを強調している。また、自らの見解につき「政府が支持していない」（すなわち、中国政府の見解ではない）との考えも示した。

## 注
1. ↑  「张海鹏」2013年2月22日
2. ↑   「人民日报：论《马关条约》与钓鱼岛问题」『人民日報』2013年5月8日
3. ↑  「琉球問題に言及した人民日報論文に抗議＝菅官房長官」ロイター日本語版、2013年5月9日
4. 1 2 3  「人民日報論文：沖縄奪還論に当惑･･･ 『琉球再議を』の執筆者」『毎日新聞』2013年5月23日

## 参考
- 中国社会科学網（中国社会科学院ホームページ）http://www.cssn.cn/